# Marsida Xhaferllari
Marsida Xhaferllari (* 6. März 1975 in Tirana) ist eine albanische Juristin. Seit 2019 ist sie Richterin am Verfassungsgericht der Republik Albanien.

## Leben und Wirken
Xhaferllari studierte Rechtswissenschaften an der Universität Tirana, wo sie 1997 ihren Abschluss machte. Anschließend absolvierte sie die nationale Hochschule für Richterinnen und Richter, die sie 2000 im ersten Absolventenjahrgang abschloss. Im selben Jahr trat sie als Richterin in den Justizdienst von Albanien ein. Zunächst wurde sie am Kreisgericht von Fier eingesetzt. 2007 wechselte sie in das albanische Justizministerium, wo sie verschiedene Positionen innehatte. Unter anderem war sie Beraterin des Ministers, Generaldirektorin der Kodifizierungsabteilung und Generaldirektorin für Justizangelegenheiten. Im Januar 2013 wurde sie zur Hauptinspektorin der Inspektion des Hohen Rates der Justiz ernannt. Seit 2015 unterrichtet sie zudem an der Hochschule für Richterinnen und Richter. Von 2015 bis 2016 war sie Mitglied einer Expertengruppe zur Justizsystemreform.
Im November 2019 wurde Xhaferllari von Präsident Ilir Meta zur Richterin am Verfassungsgericht der Republik Albanien ernannt. Ihre Ernennung erfolgte in einer heiklen Phase: Einerseits war das Verfassungsgericht nicht mehr funktionsfähig, da nur eine Richterin erfolgreich die Überprüfung ihrer Vermögensverhältnisse bestanden hatte (die Überprüfung – auf Englisch vetting genannt – ist eine damals eingeführte Anti-Korruptionsmassnahme im Rahmen des EU-Beitritts; drei Richter waren freiwillig zurückgetreten, um die Überprüfung zu vermeiden, fünf andere bestanden nicht). Andererseits war zwischen dem Staatspräsidenten und der Regierung Rama respektive der Sozialistischen Partei ein blockierender Machtstreit entbrannt. Xhaferllari wurde schlussendlich entgegen einem anderslautenden Beschluss des Parlaments eingesetzt.
2025 war Xhaferllari zusammen mit der gleichzeitig ernannten Fiona Papajorgji die amtsälteste der neun Verfassungsrichter.